# Saint-Germain-des-Prés (metropolitana di Parigi)
Saint-Germain-des-Prés è una stazione della Metropolitana di Parigi sulla linea 4, sita nel VI arrondissement di Parigi.

## La stazione

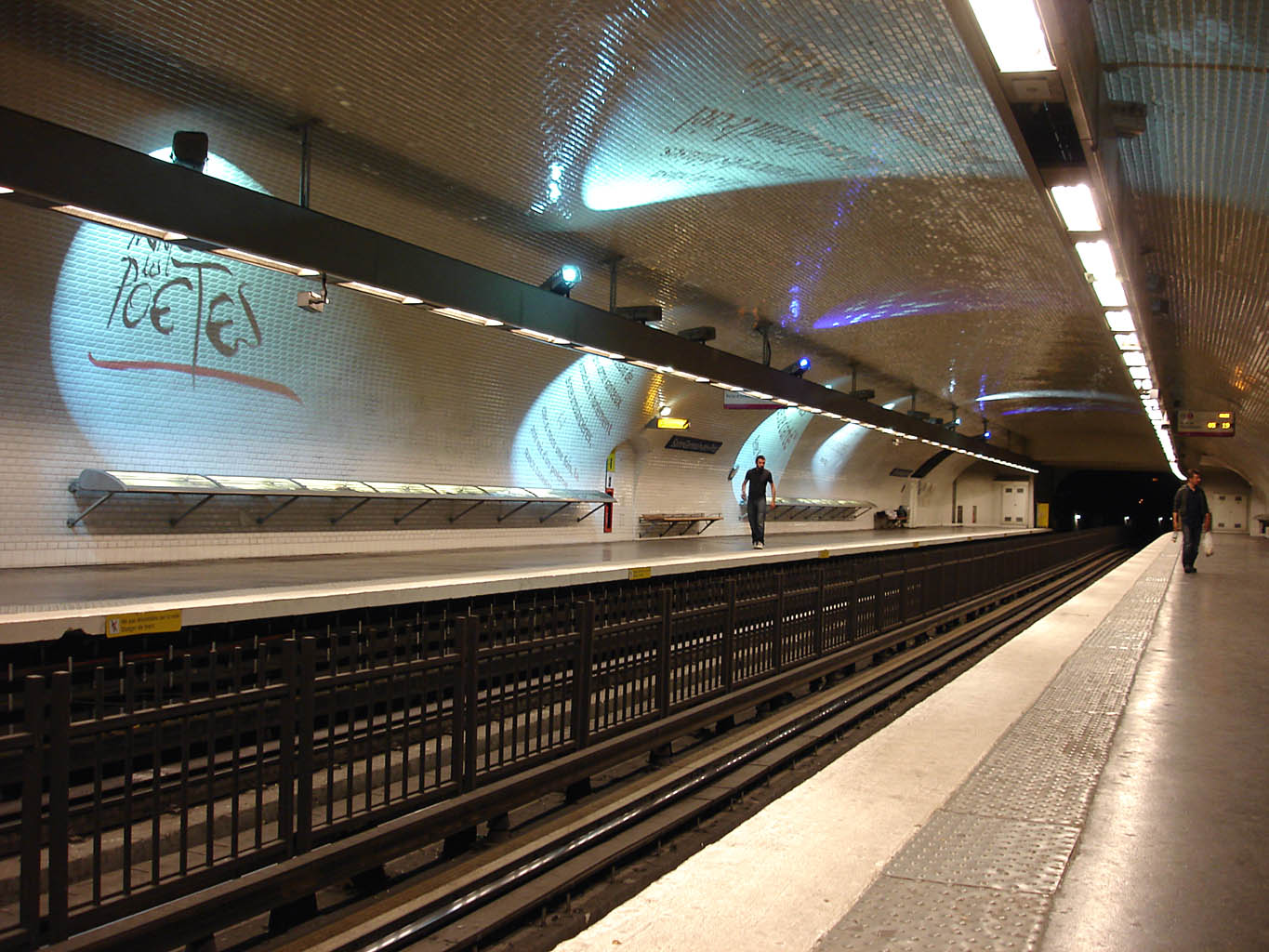
La stazione Saint-Germain-des-Prés è dotata di proiettori che riproducono sulla volta dei brani di opere letterarie.

La stazione è ubicata nel sottosuolo del boulevard Saint-Germain, all'incrocio della rue de Rennes e della rue du Four.

### Origine del nome
Il nome è mutuato dall'Abbazia di Saint-Germain-des-Prés e dalla place Saint-Germain-des-Prés. Childeberto I, figlio di Clodoveo I, fece costruire una basilica su richiesta di Germain de Paris, vescovo di Parigi. Quest'ultimo vi venne inumato e la chiesa prese il suo nome. Venne aggiunto il suffisso « des-Prés » per la vicinanza dei Prés-aux-Clercs e per distinguerla dalla chiesa di Saint-Germain-le-Vieux edificata nella parte vecchia della città.

### Storia
La stazione venne aperta il 9 gennaio 1910.

## Accessi
- 147, boulevard Saint-Germain
- 168 bis, boulevard Saint-Germain

## Interconnessioni
- Bus RATP - 39, 63, 70, 86, 87, 95, 96
- Noctilien - N01, N02, N12, N13, N121

## Nelle vicinanze
- Abbazia di Saint-Germain-des-Prés
- Quartier Saint-Germain-des-Prés
- Café de Flore
- Les Deux Magots